# Храбро сърце
Храбро сърце е американски компютърно анимиран филм от 2012 година, продуциран от Disney/Pixar.

## Сюжет
Храбрата принцеса Мерида е дръзка девойка, опитен стрелец с лък и е решена сама да проправя пътя си в живота. Мерида се опълчва на вековен обичай с който отприщва събития, които я принуждават да открие истинската храброст.

## Герои
- Принцеса Мерида (Кели Макдоналд) – Мерида е дъщеря на крал Фергъс и кралица Елинор. Тя е упорита девойка от кралско потекло и се бори да поеме контрол над съдбата си. В България се озвучава от Стефания Георгиева.

- Кралица Елинор (Ема Томпсън) – Майка на Мерида и тризнаците и съпруга на крал Фергъс. Елинор е въплъщение на мъдрост, характер, и великодушие. Тя иска дъщеря ѝ да стане изискана дама. В България се озвучава от Ася Рачева.

- Kрал Фергъс (Били Конъли) – Баща на Мерида и тризнаците и съпруг на кралица Елинор. Героичен войн с меча кожа и дървен крак, който е получил от битка с мечка. В България се озвучава от Петър Върбанов.

## Синхронен дублаж
| Роля          | Изпълнител           |
| ------------- | -------------------- |
| Мерида        | Стефания Георгиева   |
| Фергъс        | Петър Върбанов       |
| Елинор        | Ася Рачева           |
| Вещицата      | Жени Пашова          |
| лорд Дингоул  | Стефан Сърчаджиев    |
| лорд Макгъфин | Николай Пърлев       |
| лорд Макинтош | Пламен Манасиев      |
| Моди          | Симона Нанова        |
| малка Мерида  | Калина Асенова       |
| Макгъфин син  | Петър Бонев          |
| Макинтош син  | Иван Петков          |
| Гарван        | Пламен Чернев        |
| Дингуол син   | Александър Караманов |
| Мартин        | Георги Георгиев      |
| Гордън        | Иван Петрушинов      |

### Други гласове
| Анатолий Божинов     |
| Атанас Сребрев       |
| Константин Лунгов    |
| Мариан Маринов       |
| Антоанета Георгиева  |
| Георги Иванов        |
| Лина Шишкова         |
| Мариета Петрова      |
| Цветослава Симеонова |

### Песни
| Песен             | Изпълнява |
| ----------------- | --- |
| Noble Madien Fair | Музика: Патрик Дойл Оригинален текст на песента: Патрик Нийл Дойл Изпълняват: Ейли Макензи Пеги Баркър Келтски превод: Доналд Маклауд                              |
| Летя с вятъра     | Музика: Алекс Мандъл Оригинален текст на песента: Марк Андрюс Алекс Мандъл Изпълнява: Невена Цонева Продуценти на песента: Джим Съдърланд Иймън Дорли Джули Фаулис |
| По цялата земя    | Музика и оригинален текст на песента: Алекс Мандъл Изпълнява: Невена Цонева Продуценти на песента: Джим Съдърланд Иймън Дорли Джули Фаулис                         |
| Морду             | Музика: Патрик Дойл Оригинален текст на песента: Патрик Дойл Стив Пърсел Изпълняват: Петър Върбанов Хор                                                            |

### Българска версия
| Обработка                            | Александра Аудио Shepperton International |
| ------------------------------------ | ----------------------------------------- |
| Режисьор на дублажа                  | Симона Нанова                             |
| Преводач                             | Йоанна Йорданова                          |
| Музикален режисьор Превод на песните | Десислава Софранова                       |
| Творчески ръководител                | Венета Янкова                             |
| Продуцент на българската версия      | Disney Character Voices International     |